# Kokinos Kapnas
Kokinos Kapnas (griechisch Κόκινος Καπνας) war eine griechischsprachige Zeitung in Abchasien, die von 1932 bis 1939 erschien. Sie richtete sich an die griechische Minderheit in Abchasien, die im Jahr 1939 über 11 % der Bevölkerung Abchasiens stellte.

## Geschichte
Die Zeitung wurde 1932 von Michail Kalaidopulo gegründet. Die erste Ausgabe erschien am 17. Juni desselben Jahres. Die Zeitung erschien auf Neugriechisch, wenngleich auch gelegentlich Artikel auf Pontisch publiziert wurden. Allerdings wurde nicht die standardgriechische Rechtschreibung genutzt, sondern eine radikal vereinfachte, rein am Lautwert orientierte (phonologische) Orthographie mit 20 anstatt den 24 Buchstaben des griechischen Alphabets. Sie war eine der wenigen griechischen Publikationen in der Sowjetunion. 1936 wurde Kokinos Kapnas in Komunisti (Κομυνιστι) umbenannt. Chefredakteur wurde Georgi Bumburidi. 1937 erreichte die Auflage etwa 4.000 Exemplare.
Als sich 1939 die sowjetische Minderheitenpolitik änderte, wurde die Zeitung eingestellt.